# Jan Fryderyk Dobrowolski

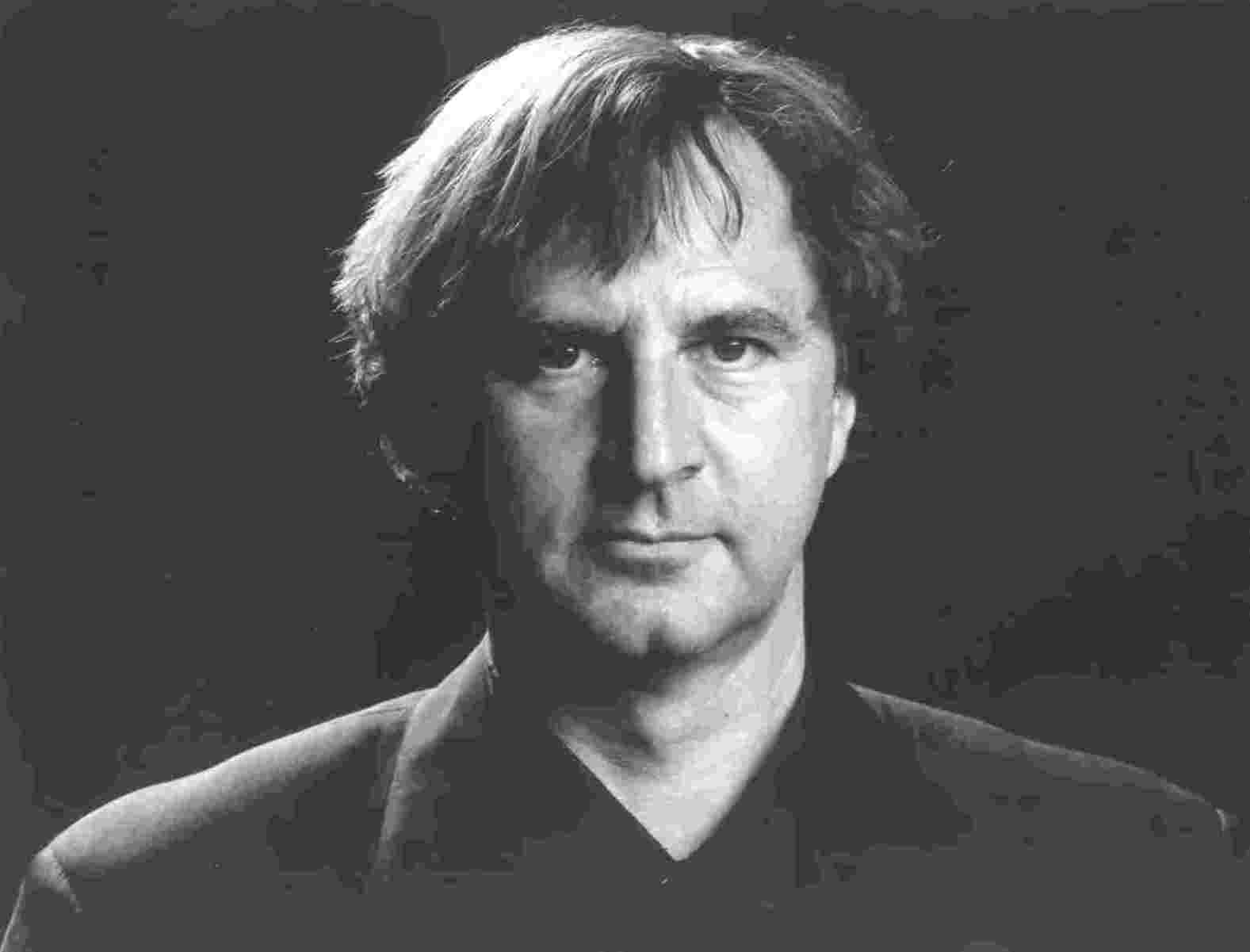
Jan Fryderyk Dobrowolski

Jan Fryderyk Dobrowolski, als Interpret manchmal auch nur Jan Fryderyk, (* 9. Juli 1944 in Trzebinia) ist ein polnischer Pianist und Komponist. Zu Beginn seiner Karriere spielte er im klassischen Fach, er wandte sich jedoch früh dem Jazz und der leichten Musik zu.
Dobrowolski lernte das Klavierspielen zunächst bei seiner Mutter, einer Konzertpianistin und Klavierlehrerin. Bereits als Zwölfjähriger begeisterte er sich für Jazz und spielte als Jugendlicher in verschiedenen Bands Ragtime, Bebop und Swing. Nach dem Abitur 1964 in Gleiwitz begann er an der dortigen Technischen Hochschule ein Architekturstudium, daneben war er als freier Student der Neuen Musik am Krakauer Konservatorium. Er gewann den ersten Preis bei den Wettbewerben „Jazz at the Oder“ 1967 in Wrocław und bei „Jugend musiziert“ in Kalisz 1968 sowie beim „Jeunesse Musical Festival“ in Częstochowa 1969. Im selben Jahr schloss er sein Architekturstudium als Diplom-Ingenieur ab, danach begann er ein Kompositionsstudium in Warschau und konzentrierte sich auf seine Pianistenkarriere. In dieser Zeit entstanden auch etliche Musiken für Spielfilme und Auftragsarbeiten für Rundfunk und Fernsehen. Er war zunächst als Chopin-Interpret bekannt, konzentrierte sich dann aber auf Jazz und Weltmusik. Beim Montreux Jazz Festival 1972 trat er zusammen mit dem Bassisten Jacek Bednarek als Jan Fryderyk Dobrowolski Duo auf. Mit seinem Stil beeinflusste er die Entwicklung im Jazz Polens in den 1980er Jahren. Außergewöhnliche Besetzungen bei Live-Aufnahmen mit Charlie Mariano am Saxophon and Alberto Alarcon an den Kastagnetten wurden nicht nur ein kommerzieller Erfolg, sondern überzeugten auch die Kritiker. Er komponierte und interpretierte verschiedene Musik mit Bezug zum Autofahren, die auch zum Hören während der Fahrt konzipiert war. Von Citroën und Opel bekam er den Auftrag, Musik zu bestimmten Modellen zu komponieren, die bei Werbespots und Präsentationen gespielt wurde.

## Diskografie
Alben (Auswahl)
- 1972 At The New Jazz Meeting Altena 1972 – (mit Jacek Bednarek)
- 1973 Jan Fryderyk Dobrowolski – (mit Jacek Bednarek)
- 1976 Delphi – (Solo)
- 1983 trio – ˈtriːou – (mit Charlie Mariano und Alberto Alarcon)
- 1983 Handschrift – (Solo)
- 1983 Piano Works – (Solo als Jan Fryderyk)
- 1987 Autobahn-Musik – (Solo und Ensemble)
- 1992 Two Concerts In Cologne – (mit Charlie Mariano und Alberto Alarcon)
- 2008 highway-music – (9 CD-Set)